# Gaby Espino
María Gabriela Espino Rugero, conosciuta come Gaby Espino (Caracas, 15 novembre 1977), è una modella, attrice e conduttrice televisiva venezuelana.
È conosciuta per i suoi ruoli da protagonista in telenovelas soprattutto in Venezuela, Colombia e Messico.

## Biografia
Gaby Espino è figlia di un ingegnere chimico e di una pubblicista. È di origine spagnola, con discendenze venezuelane e libanesi. I suoi genitori divorziarono quando lei era giovane. È la maggiore di cinque figli: ha una sorella, Andreina, due fratellastri paterni, Gustavo e Mariano, e una sorellastra materna, Nelly.
Inizialmente aveva pianificato di diventare una veterinaria per la sua passione per gli animali, poi decise di studiare odontoiatria, ma cambiò idea e iniziò a studiare pubbliche relazioni, prima di decidere di diventare attrice.

## Vita privata
Gaby Espino ha sposato l'attore venezuelano Cristobal Lander il 14 giugno 2007. Il 9 luglio 2008 hanno avuto una figlia, Oriana Lander.
Nel 2009, durante le riprese di Mas Sabe el Diablo, Espino era legata al suo co-protagonista, Jencarlos Canela. All'inizio del 2010 Espino e Lander si separarono; si diceva che fosse perché Canela avesse una relazione con Espino, ma i due negarono e dichiararono di essere solo amici.
Nel 2010 Espino e Lander tornarono insieme, ma hanno si lasciarono di nuovo nel marzo 2011 e ancora una volta per le voci su una presunta relazione tra lei e Canela.
Nel settembre 2011 Canela ed Espino, durante una chat dal vivo sul social network Twitter, confermarono la loro relazione e che stavano aspettando il loro primo figlio, Nickolas Canela Espino nato poi il 12 febbraio 2012. Furono scelti come padrini Cristina Saralegui e Pitbull. Il 26 agosto 2014 i due annunciarono sulla loro pagina Facebook di aver deciso di porre fine alla loro relazione.

## Filmografia

### Films
| Anno | Titolo                              | Ruolo          | Note                    |
| ---- | ----------------------------------- | -------------- | ----------------------- |
| 2005 | La mujer de mi hermano              | Laura / Lara   | Film di debutto         |
| 2006 | Elipsis                             | Leonora Duque  |                         |
| 2010 | Más sabe el diablo: El primer golpe | Manuela Dávila | Sequel della telenovela |
| 2015 | Desaparecer                         | Herself        |                         |
| 2015 | Lusers, los amigos no se eligen     | Angie          |                         |
| 2018 | ¡He matado a mi marido!             | Viviana        |                         |
| 2021 | No es lo que parece                 | Adriana        |                         |
| 2022 | Cuarentones                         | Naomi          |                         |

### Televisione
| Anno      | Titolo                    | Ruolo                                        | Note                                         |
| --------- | ------------------------- | -------------------------------------------- | -------------------------------------------- |
| 1995–1996 | Nubeluz                   | Host / Dalina                                | Stagione venezuelana                         |
| 1997      | A todo corazón            | Natalia                                      |                                              |
| 1999      | Enamorada                 | Ivana Robles                                 |                                              |
| 2000      | Amantes de Luna Llena     | Abril Cárdenas                               |                                              |
| 2001      | Guerra de mujeres         | Yubirí Gamboa                                |                                              |
| 2002      | Las González              | Alelí González                               |                                              |
| 2003      | Rebeca                    | Princesa Izaguirre Zabaleta                  |                                              |
| 2004      | Luna, la heredera         | Luna Mendoza                                 | ruolo principale                             |
| 2005      | Se solicita príncipe azul | María Carlota Rivas                          |                                              |
| 2006–2007 | Mundo de fieras           | Mariángela Cruz                              |                                              |
| 2007      | Sin vergüenza             | Renata Sepúlveda                             |                                              |
| 2008–2009 | El Rostro de Analía       | Mariana Andrade / Ana Lucía "Analía" Moncada | Breve partecipazione                         |
| 2009–2010 | Más sabe el diablo        | Manuela Dávila                               | Ruolo principale; 182 episodi                |
| 2010      | Ojo por ojo               | Alina Jericó de Monsalve                     |                                              |
| 2011      | Confesiones de novela     | se stessa                                    |                                              |
| 2013–2014 | Santa Diabla              | Amanda Braun / Santa Martínez                | Ruolo principale; 136 episodi                |
| 2016–2018 | Señora Acero              | Indira Cárdenas                              | Serie regolare (stagione 3 e 4); 118 episodi |
| 2019      | Jugar con fuego           | Camila Peláez de Miller                      | Ruolo principale; 10 episodi                 |
| 2019      | Miss Universo 2019        | se stessa                                    | 1 episodio                                   |
| 2019      | Betty en NY               | se stessa                                    | 1 episodio                                   |
| 2021      | La suerte de Loli         | Paulina Castro                               | Ruolo principale; 103 episodi                |
| 2022      | El rey Vicente Fernández  | Verónica Landín                              | Ruolo ricorrente; 26 episodi                 |